# Jessica McDonald
Pour les articles homonymes, voir McDonald.
Cet article possède un paronyme, voir Jessica MacDonald.
Jessica McDonald, née le 28 février 1988 à Phoenix, est une footballeuse américaine évoluant au poste d'attaquante.

## Biographie
Elle fait partie des 23 joueuses retenues pour disputer la coupe du monde 2019 en France.

## Palmarès
- Vainqueur de la Coupe du monde 2019 avec l'équipe des États-Unis